# エステル (エステルイェートランド公)
エステル・シルヴィア・エヴァ・マリー（スウェーデン語: Prinsessan Estelle, Estelle Silvia Ewa Mary, 2012年2月23日 - ）は、スウェーデン（ベルナドッテ王朝）の王女。ヴィクトリア王太子とヴェステルイェートランド公爵ダニエル王子の第1子で、現国王カール16世グスタフの孫にあたる。スウェーデン王位継承順位は第2位。公式の称号はスウェーデン語で、"Hennes Kungliga Höghet Estelle, Prinsessan av Sverige, Hertiginna av Östergötland"（スウェーデン王女、エステルイェートランド公爵エステル王女殿下）。

## 人物

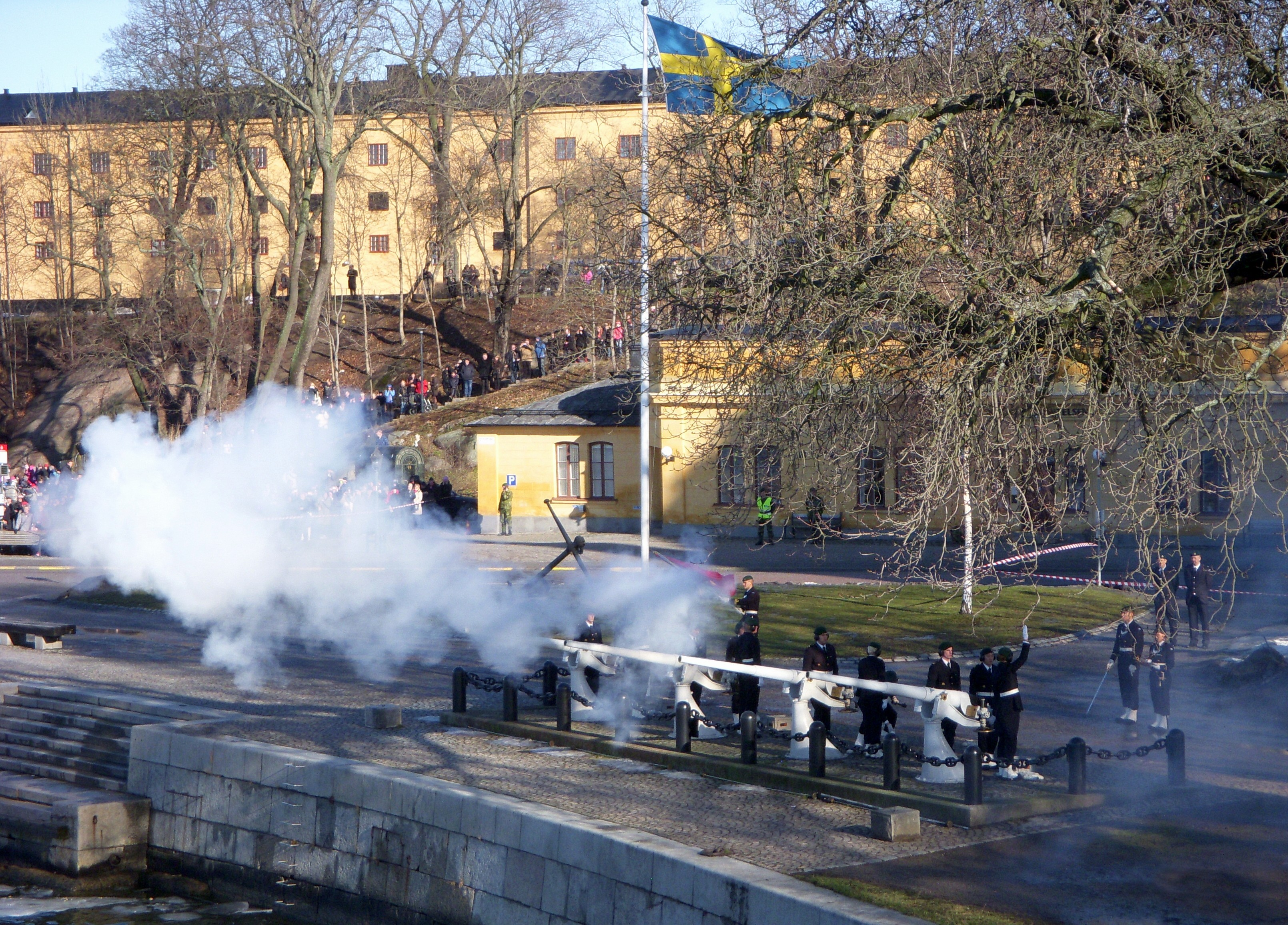
王女の誕生を祝う祝砲（2012年2月23日正午）

エステル王女の紋章

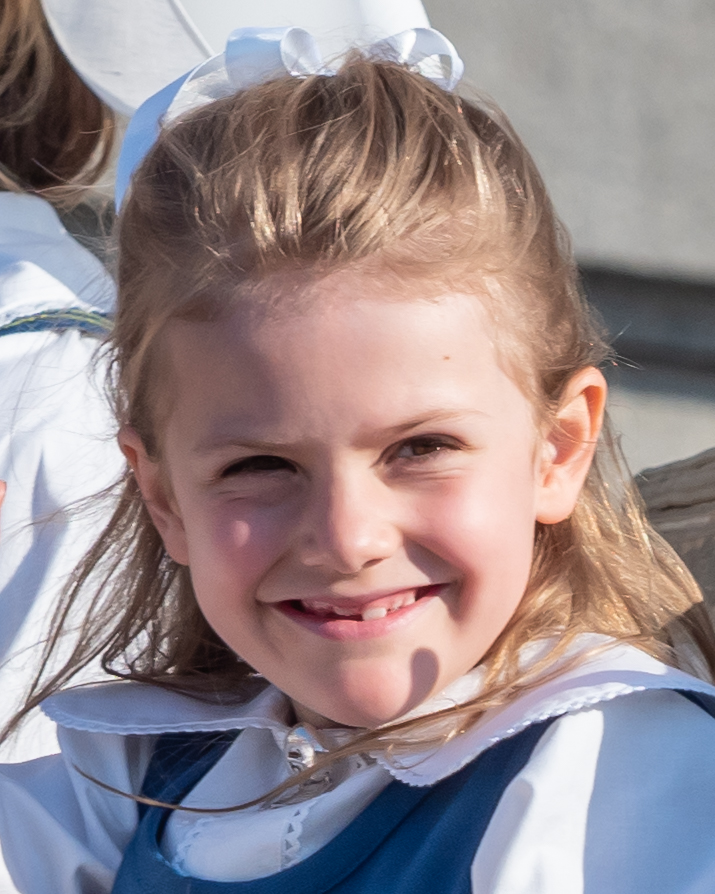
エステル王女 (2019年6月)

現地時間2012年2月23日午前4時26分に生まれる。出生時の身長は51cm、体重は3,280g。
全名はエステル・シルヴィア・エヴァ・メアリーで、それぞれグスタフ5世の甥フォルケの夫人エステル、現王妃シルヴィア、父方の祖母エヴァ、デンマーク王太子妃メアリーに因んでいるとされている。また、フォルケとエステルの子息であるフォルケ・ベルナドッテ・ジュニアは、母と彼女が行っていたチャリティー活動が現王室と深い関係があったことに触れたうえで、将来の女王のファーストネームが母に因んで命名された可能性があることについてインタビューで問われた際は、「非常に光栄なことです」と答えている。
彼女の誕生で、ヨーロッパの王室で将来の女王となることが決まっている女児は、母のヴィクトリア王女、ノルウェーのイングリッド・アレクサンドラ王女、ベルギーのエリザベート王女、オランダのカタリナ＝アマリア王女、スペインのレオノール王女を含めて6人となった。

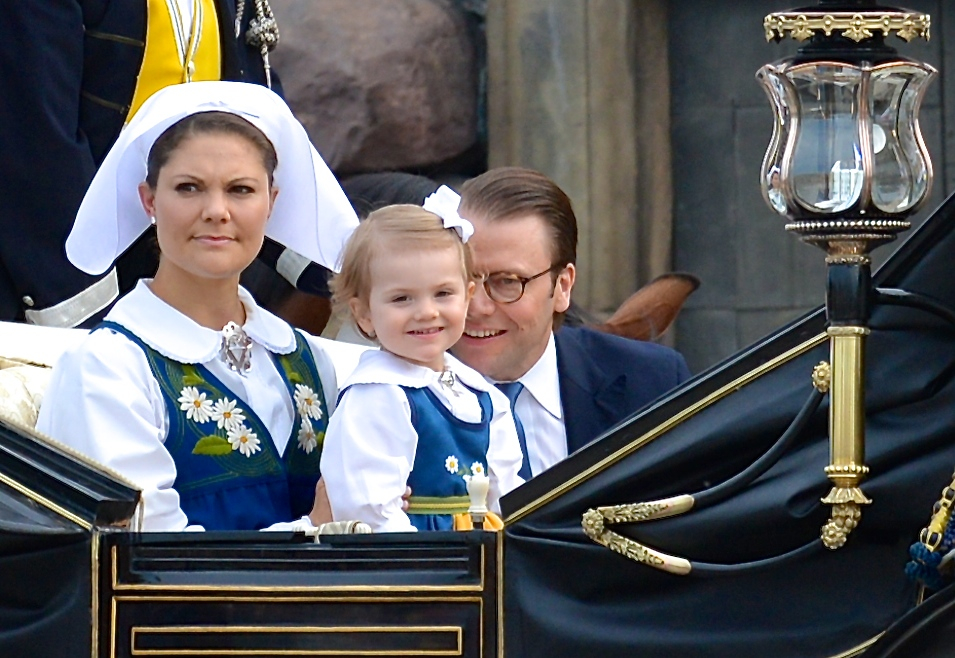
2014年6月、ナショナルデーの式典で両親と共に

エステルは、スウェーデン史上では初となる出生した時点で王太子となることが確定している王女である。ちなみに、出生時に推定相続人だった女性はヴァーサ朝時代のクリスティーナ女王とヘドヴィグ・ソフィアがいた。